# György István (újságíró)
György István (született Groszmann) (Budapest, 1912. augusztus 13. – Budapest, 1977. január 3.) magyar tisztviselő, író, újságíró.

## Életpályája
Budapesten született Groszmann Ármin (György Ágoston) kereskedő és Breitner Margit gyermekeként. A második világháború idején magántisztviselő volt. 1945-ben lett újságíró a Szabadság című lapnál, majd a Szabad Nép, a Népszabadság és a Független Magyarország munkatársa lett. Történelmi témákkal is foglalkozott. Munkásságára az Ólombetűs vallomások című műsorban emlékezett 1972-ben.

## Művei
- Fegyvertelenül a tűzvonalban (dokumentumregény, 1944–1945)
- Halálraítéltek (kisregény, 1957)
- Nem könnyű vezetni! (riportok, 1962)
- Soha többé! (riportok, Rényi Péter bevezetőjével, 1963)
- Sok boldogságot Magyarország (album, 1965)
- Szocialista brigádok reflektorfényben (1965)
- A Teleki Pál dosszié (1968)
- Kétezerötszázan voltak (riportok, 1970)
- Az első évek 1945–48 (album, 1970)